# Dorota Zagórska
Dorota Zagórska in Siudek (Cracovia, 9 settembre 1975) è un'ex pattinatrice artistica su ghiaccio e allenatrice di pattinaggio su ghiaccio polacca, che gareggiava nella specialità delle coppie d'artistico insieme a Mariusz Siudek.
All'inizio della sua carriera agonistica nel pattinaggio di figura Dorota Zagórska gareggiava nel singolo, poi passò alle coppie con Janusz Komendera. Nel 1995 cambiò partner, e da allora pattina con Marius Siudek.
La coppia Zagórska-Siudek ha vinto una medaglia di bronzo ai campionati mondiali di pattinaggio di figura nel 1999, due medaglie d'argento ai campionati europei di pattinaggio di figura (1999, 2000) e un'altra medaglia di bronzo agli europei del 2004.
I due sono stati i primi pattinatori polacchi ad entrare nelle Finali della serie senior Grand Prix nel 2000, bissando il risultato nel 2003.
Oltre che sul ghiaccio, i due pattinatori sono una coppia anche nella vita privata. Si sono sposati nel 2001. Nel 2003 si sono trasferiti in Canada, a Montréal, dove si sono allenati con Richard Gauthier.
Si sono ritirati nel 2007 per dedicarsi all'allenamento, a Toruń, di Stacey Kemp e David King.

## Palmarès

### Con Mariusz Siudek
| Risultati                                                                                                   | Risultati      | Risultati      | Risultati      | Risultati      | Risultati      | Risultati      | Risultati      | Risultati      | Risultati      | Risultati      | Risultati      | Risultati      | Risultati      |
| InternaZionalI                                                                                              | InternaZionalI | InternaZionalI | InternaZionalI | InternaZionalI | InternaZionalI | InternaZionalI | InternaZionalI | InternaZionalI | InternaZionalI | InternaZionalI | InternaZionalI | InternaZionalI | InternaZionalI |
| Evento | 1994–95        | 1995–96        | 1996–97        | 1997–98        | 1998–99        | 1999–00        | 2000–01        | 2001–02        | 2002–03        | 2003–04        | 2004–05        | 2005–06        | 2006–07        |
| --- | -------------- | -------------- | -------------- | -------------- | -------------- | -------------- | -------------- | -------------- | -------------- | -------------- | -------------- | -------------- | -------------- |
| Giochi olimpici invernali                                                                                   |                |                |                | 10°            |                |                |                | 7°             |                |                |                | 9°             |                |
| Campionati mondiali                                                                                         | 16°            | 13°            | 8°             | 5°             | 3°             | 5°             | 6°             | 6°             | 7°             | 6°             | 7°             | 9°             | r              |
| Campionati europei                                                                                          | 9°             | 6°             | 7°             | 4°             | 2°             | 2°             | R              | 4°             | 4°             | 3°             |                | 5°             | 3°             |
| GP Finale                                                                                                   |                |                |                |                |                |                | 4°             |                | 5°             |                |                |                |                |
| GP Cup of China                                                                                             |                |                |                |                |                |                |                |                |                | 4°             |                | 3°             | 5°             |
| GP Cup of Russia                                                                                            |                |                | 6°             | 4°             | 4°             |                | 3°             | 4°             | 4°             |                | R              | 3°             | 4°             |
| GP Lalique (Trophée de France)                                                                              |                | 8°             |                |                |                | 3°             | 5°             | R              |                |                |                |                |                |
| GP Nations Cup Sparkassen/Bofrost                                                                           |                |                | 6°             |                |                | 4°             |                |                | 3°             |                |                |                |                |
| GP NHK Trophy                                                                                               |                |                | 7°             |                |                | 3°             |                | 3°             | 2°             | 3°             | 3°             |                |                |
| GP Skate America                                                                                            |                |                |                |                |                |                |                |                |                |                |                |                | 2°             |
| GP Skate Canada                                                                                             |                |                |                | 4°             |                |                | 4°             |                |                | 3°             | 3°             |                |                |
| Goodwill Games                                                                                              |                |                |                | 3°             |                |                |                | 2°             |                |                |                |                |                |
| Ondrej Nepela Trophy                                                                                        |                |                |                | 1°             |                |                | 1°             |                |                |                |                |                |                |
| Nebelhorn Trophy                                                                                            |                | 4°             |                | 4°             |                |                |                |                |                |                |                |                |                |
| Skate Israel                                                                                                |                | 6°             |                |                | 1°             |                |                |                |                |                |                |                |                |
| PFSA Trophy                                                                                                 |                |                | 1°             |                |                |                |                |                |                |                |                |                |                |
| Universiadi                                                                                                 | 2°             |                |                |                |                |                |                |                |                |                |                |                |                |
| Nazionali                                                                                                   |                |                |                |                |                |                |                |                |                |                |                |                |                |
| Campionati polacchi                                                                                         | 1°             | 1°             | 1°             | 1°             | 1°             | 1°             |                | 1°             | 1°             | 1°             |                |                |                |
| GP = Gare entrate nel circuito Champions Series nel 1995–96; rinominato Grand Prix nel 1998–99 R = Ritirati |                |                |                |                |                |                |                |                |                |                |                |                |                |

### Con Janusz Komendera
| Risultati           | Risultati      |
| Internazionali      | Internazionali |
| Evento              | 1993–94        |
| ------------------- | -------------- |
| Campionati europei  | 18°            |
| Nazionali           |                |
| Campionati polacchi | 2°             |